# Mahasthamaprapta
Mahāsthāmaprāpta es un bodhisattva que representa el poder de la sabiduría y suele ser representado en una trinidad junto con Amitābha y Avalokiteshvara (Guan Yin), especialmente en el Budismo de la Tierra Pura. Su nombre significa literalmente "La llegada de gran fortaleza".
Mahāsthāmaprāpta es una de las ocho grandes bodhisattvas en el Budismo Mahāyāna, junto con Manjushri, Samantabhadra, Avalokiteshvara, Akasagarbha, Ksitigarbha, Maitreya y Sarvanivarana-Vishkambhin.
En el budismo chino suele representársele como una mujer con una apariencia parecida a la de Avalokiteśvara. También es uno de los "Trece budas japoneses" en el Budismo Shingon. En el budismo tibetano, Mahāsthāmaprāpta es considerado igual a Vajrapani, que es una de las cuatro encarnaciones conocidas como Protector del Buda.
Mahāsthāmaprāpta es uno de los bodhisattvas más antiguos y es considerado poderoso, especialmente en la escuela de la Tierra Pura, donde asume un rol importante en el Sutra de la vida infinita. También está asociado con las estatuas de guardianes de templos en Japón.
- Datos: Q1465683
- Multimedia: Mahāsthāmaprāpta / Q1465683